# Glypta implana
Glypta implana là một loài tò vò trong họ Ichneumonidae.